# Forrestopius larryi
Forrestopius larryi är en stekelart som beskrevs av Ian D. Gauld och Sithole 2002. Forrestopius larryi ingår i släktet Forrestopius och familjen brokparasitsteklar. Inga underarter finns listade i Catalogue of Life.